# Nothomastix pronaxalis
Nothomastix pronaxalis là một loài bướm đêm trong họ Crambidae.